# Нижняя гипофизарная артерия
Нижняя гипофизарная артерия (лат. arteria hypophysialis inferior) — артерия, кровоснабжающая гипофиз. 
Является ветвью пещеристого сегмента внутренней сонной артерии. Впервые была идентифицирована в 1860 году немецким анатомом Губертом фон Лушкой. Снабжает кровью гипофиз особенно заднюю его долю (нейрогипофиз), что определяет поступление вазопрессина в кровоток.